# Кафферата, Эктор Альберт
Эктор Альберт Кафферата-младший (англ. Hector Albert Cafferata Jr.; 4 ноября 1929 — 12 апреля 2016) — американский морской пехотинец, награждённый медалью Почёта за свои действия во время битвы за Чосинское водохранилище в ходе Корейской войны. В ноябре 1950 года рядовой первого класса Кафферата в одиночку сдержал отряд противника численностью до полка и спас раненых морских пехотинцев, отшвырнув в сторону гранату, за что заплатил серьёзным ранением.

## Биография

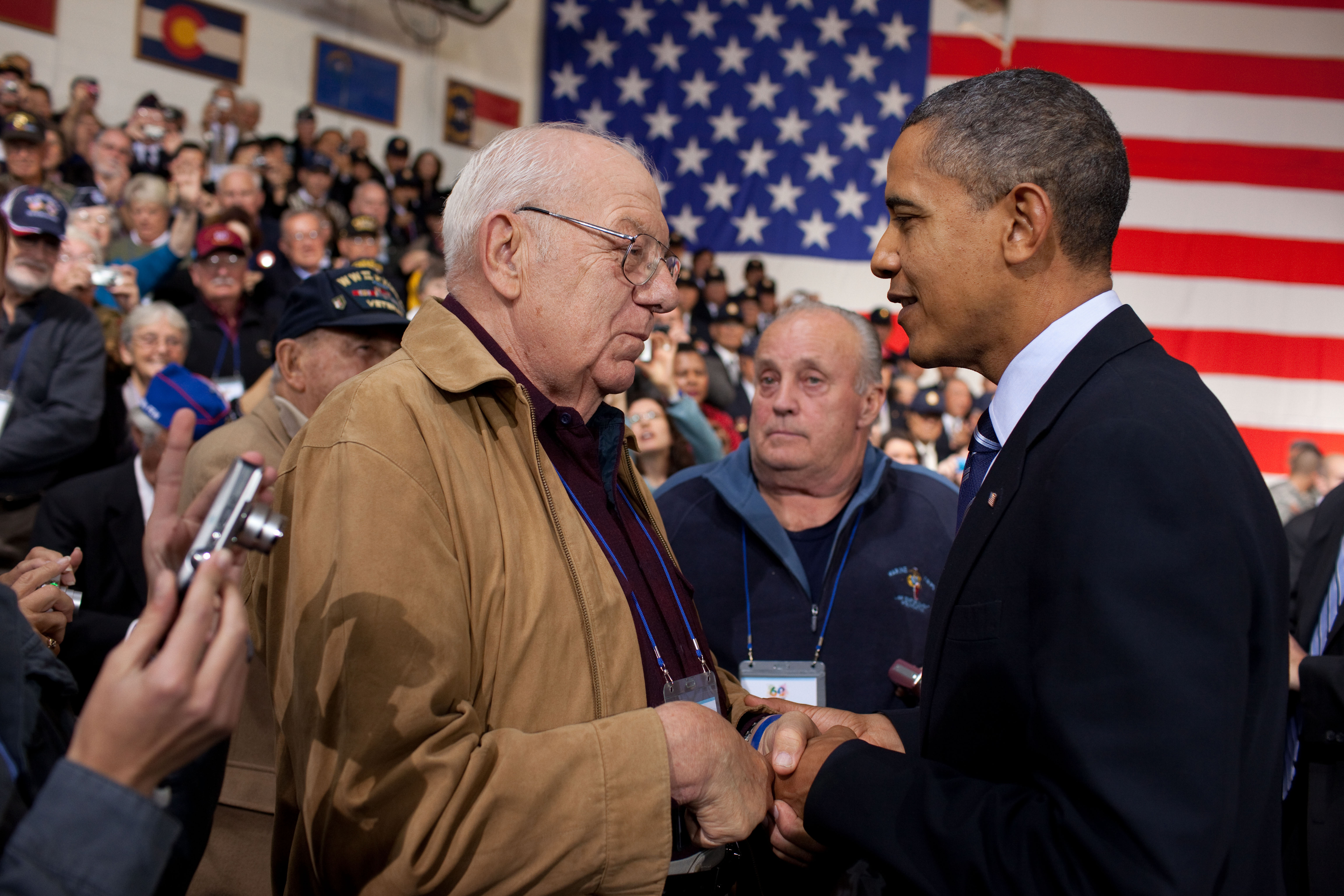
Кафферата и президент Барак Обама.

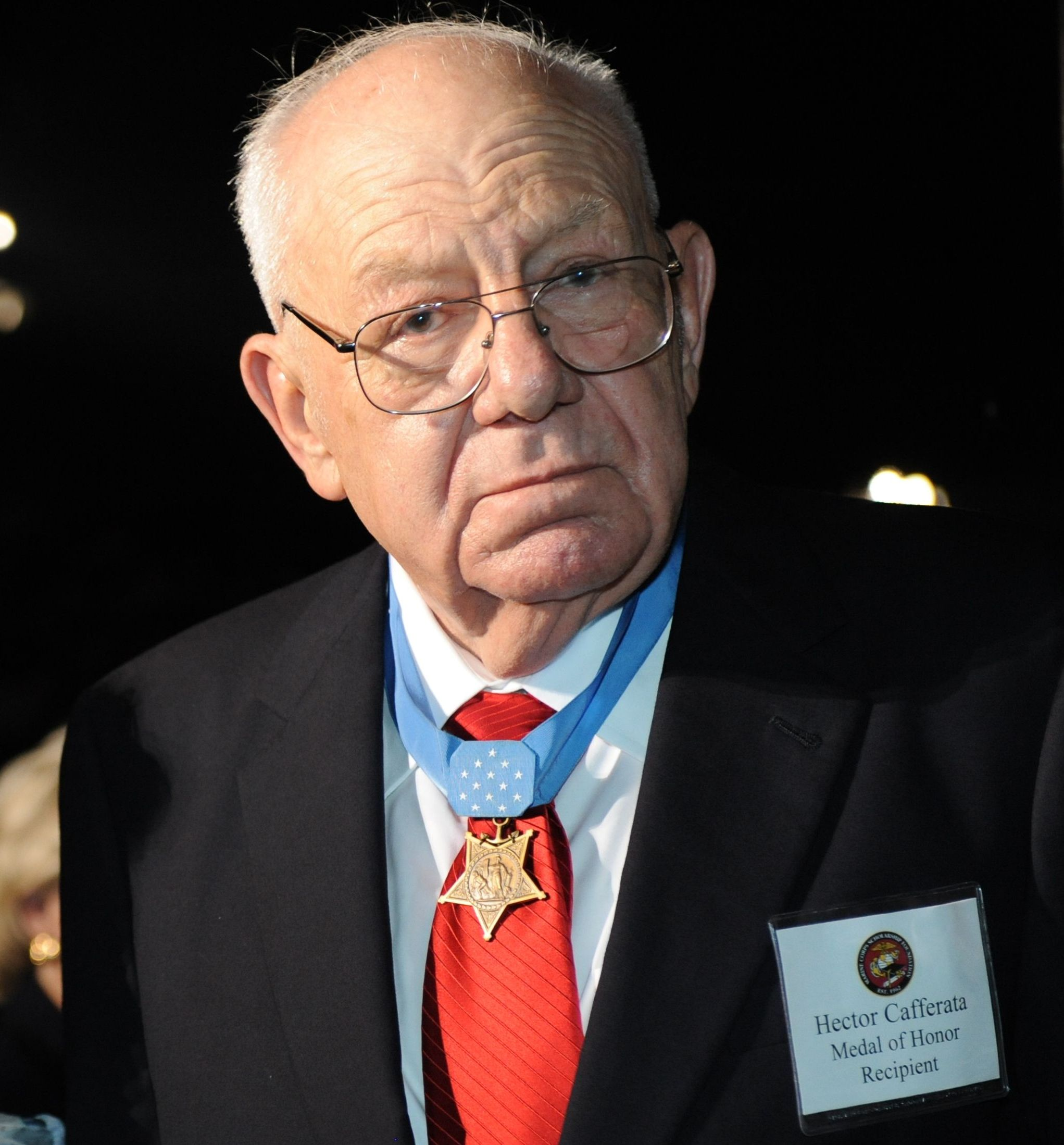
Кафферата на приёме в казармах морской пехоты в Вашингтоне, 23 июля 2010

Эктор Кафферата родился 4 ноября 1929 года в Нью-Йорке. Сын Эктора Каффераты-старшего из г. Монвилл, штат Нью-Джерси. Посещал начальную школу в Парсиппани-Трой-Хилс, штат Нью-Джерси и старшую школу в Бунтоне, штат Нью-Джерси. Со второго курса старшей школы играл в футбол в течение трёх лет, после выпуска продолжил спортивную карьеру уже как полупрофессионал. В 1943 году устроился в корпорацию Сан-Диал Колдуэлле, штат Нью-Джерси
15 февраля 1948 года Кафферата вступил в ряды резерва корпуса морской пехоты, стал бойцом 21-го резервного пехотного батальона в Довере, штат Нью-Джерси, где пребывал до призыва на действительную службу 6 сентября 1950 года. После прохождения дополнительной подготовки на базе Кэмп-Пендлтон, штат Калифорния рядовой первого класса Кафферата в октябре 1950 года отплыл в Корею, где присоединился ко второму батальону седьмого полка первой дивизии морской пехоты США.
Кафферата отличился во время битвы за Чосинское водохранилище, в одиночку сдержал отряд противника численностью до полка и «уничтожил два вражеских взвода» после того как почти весь личный состав его огневого взвода был истреблён или получил серьёзные ранения. В строю остались только Кафферата и его товарищ морпех Кеннет Бенсон, последний временно ослеп, после взрыва гранаты перед лицом. Бенсон пытался перезарядить свою винтовку М-1 в то время как Кафферата, будучи метким стрелком, сражался с противником без шинели и обуви, которые не мог найти в темноте раннего утра. Бой начался рано утром и продлился свыше пяти часов.

Всю оставшуюся ночь я отбивал ручные гранаты своим шанцевым инструментом, в то же время стреляя в них из винтовки. Должно быть, в тот вечер я отбил дюжину гранат моим инструментом. И знаете что? Я был худшим бейсболистом в мире.
Оригинальный текст (англ.)
For the rest of the night I was batting hand grenades away with my entrenching tool while firing my rifle at them. I must have whacked a dozen grenades that night with my tool. And you know what? I was the world's worst baseball player.— 
Когда граната упала в окоп, где находились его товарищи — раненые морские пехотинцы он схватил и отшвырнул её прочь. Тем самым он спас множество жизней, но получил серьёзные ранения. В конце концов он был серьёзно ранен выстрелом снайпера, но был спасён другими морскими пехотинцами.
В декабре 1950 года Кафферата был эвакуирован в Японию, затем был отправлен в США для лечения в военно-морском госпитале в Сен-Олбанс, Нью-Йорк. 1 сентября 1951 года его имя было внесено в список комиссуемых по медицинским причинам.
24 ноября 1952 года рядовой первого класса Кафферата получил медаль Почёта из рук президента США Гарри Трумэна на церемонии в Белом доме.
После войны Кафферата торговал охотничьим и рыболовным снаряжением, работал в управлении штата Нью-Джерси по рыбным ресурсам и дикой природе. Содержал таверну в г. Альфа, штат Нью-Джерси.
Кафферата добивался награждения Кеннета Бенсона (1932—2012) медалью Почёта. В 2000 году Бенсон был награждён Серебряной звездой.
Кафферата скончался 12 апреля 2016 года в хосписе Венис, штат Флорида. Он пережил свою жену Дорис Гиблок из г. Венис более чем на 50 лет. После него остались четверо детей (Линн Д. Кафферата-Куверт и Дебора Кафферата-де Фало, обе из Шарлотта, штат Северная Каролина; Дейл У. Кафферата из Пайнлас-парк, штат Флорида и Хизер А. Кафферата из Бад-лейк, штат Нью-Джерси), брат, шесть внуков и три правнука.
Хотя Кафферата время от времени посещал церемонии посвящённые награждённым медалями Почёта он неохотно говорил о своих военных воспоминаниях.

Я выполнял свой долг. Я защищал своих товарищей-морских пехотинцев. Они защищали меня. И я горжусь этим, больше тем, что правительство решило вручить мне медаль Почёта.
Оригинальный текст (англ.)
I did my duty. I protected my fellow Marines. They protected me. And I'm prouder of that than the fact that the government decided to give me the Medal of Honor.— 

## Память
В честь Каффераты названа часть шоссе Interstate 287 от отметки 30.17 до отметки 53.89 (Marine Hector Cafferata Jr. Medal of Honor Highway) и базовая школа в г. Кейп-Корал, штат Флорида, первая школа во Флориде, названная в честь живущего награждённого медалью Почёта.
В 2014 году почтовая служба США выпустила серию из двух марок в честь награждённых медалью Почёта в ходе Корейской войны. Две марки показывают различные версии медали Почёта. На обложке фолио показаны фотографии 13 последних выживших получателей вокруг марок, Кафферата находится в верхнем левом углу.

## Награды
| A light blue ribbon with five white five pointed stars |                            |
|                                                        | Бронзовая звезда за службу |
| Бронзовая звезда за службу                             |                            |

|                                                      | Медаль Почёта                                                             |                                         |
| Пурпурное сердце                                     | Президентская благодарность подразделению (ВМС) с одной служебной звездой | Медаль «За службу национальной обороне» |
| Медаль «За службу в Корее» с одной служебной звездой | Благодарность президента Республики Корея для подразделения               | Медаль «За службу ООН в Корее»          |

### Наградная запись
Рядовой Эктор А. Кафферата-младший
Резерв корпуса морской пехоты США
За службу описанную в следующей цитате:
Цитата:
За выдающуюся храбрость и отвагу, [проявленные] с риском для жизни при выполнении и перевыполнении служебного долга во время службы стрелком роты F, второго батальона, седьмого полка первой дивизии морской пехоты в бою с вражескими силами агрессора в Корее 28 ноября 1950 года. Когда все члены его взвода попали в число потерь, из-за чего образовалась дыра в линии в ходе начальной фазы злобной атаки, предпринятой фанатически настроенными вражескими силами численностью до полка против позиции его роты на высоте рядовой Кафферата в одиночку вёл битву гранатами и винтовочным огнем, когда вражеское наступление набирало обороты, а противник угрожал проникновением через разрыв и ставил под угрозу целостность всего оборонительного периметра. Выставив себя как цель под разрушительный обстрел из автоматического оружия, винтовок, гранат и мин он маневрировал вдоль линии и вёл точный и эффектный огонь по наступающим силам, уничтожив пятнадцать, ранив ещё больше и вынудив остальных отступить, после чего подкрепления смогли подойти и укрепить позицию. Позднее в то же утро в ходе отчаянного боя против нового вражеского наступления вражеская гранат приземлилась в окопе, занятом ранеными морскими пехотинцами рядовой Кафферата бросила в окоп под плотным огнём, схватил смертоносный снаряд правой рукой и отбросил его от товарищей перед взрывом, который оторвал часть его пальца и серьёзно ранил его в правую руку. Мужественно игнорируя сильную боль, он стойко сражался, пока не был поражен пулей снайпера и был вынужден подвергнуться эвакуации для [последующего] медицинского лечения. Доблестный и неукротимый, рядовой КАФФЕРАТА, благодаря своей стойкости, великой личной доблести и бесстрашной настойчивости перед лицом практически неминуемой гибели, спас жизни нескольких своих товарищей-морпехов и внес существенный вклад в успех, достигнутый его ротой в удержании оборонительной позиции против превосходящих сил противника. Его необычайный героизм соответствовал высочайшим традициям военно-морской службы США.
Оригинальный текст (англ.)

PRIVATE HECTOR A. CAFFERATA Jr.

UNITED STATES MARINE CORPS RESERVE

for service as set forth in the following
For conspicuous gallantry and intrepidity at the risk of his life above and beyond the call of duty while serving as a Rifleman with Company F, Second Battalion, Seventh Marines, First Marine Division (Reinforced), in action against enemy aggressor forces in Korea on 28 November 1950. When all the other members of his fire team became casualties, creating a gap in the lines, during the initial phase of a vicious attack launched by a fanatical enemy of regimental strength against his company's hill position, Private CAFFERATA waged a lone battle with grenades and rifle fire as the attack gained momentum and the enemy threatened penetration through the gap and endangered the integrity of the entire defensive perimeter. Making a target of himself under the devastating fire from automatic weapons, rifles, grenades and mortars, he maneuvered up and down the line and delivered accurate and effective fire against the onrushing force, killing fifteen, wounding many more and forcing the others to withdraw so that reinforcements could move up and consolidate the position. Again fighting desperately against a renewed onslaught later that same morning when a hostile grenade landed in a shallow entrenchment occupied by wounded Marines, Private CAFFERATA rushed into the gully under heavy fire, seized the deadly missile in his right hand and hurled it free of his comrades before it detonated, severing part of one finger and seriously wounding him in the right hand and arm. Courageously ignoring the intense pain, he staunchly fought on until he was struck by a sniper's bullet and forced to submit to evacuation for medical treatment. Stouthearted and indomitable, Private CAFFERATA, by his fortitude, great personal valor and dauntless perseverance in the face of almost certain death, saved the lives of several of his fellow Marines and contributed essentially to the success achieved by his company in maintaining its defensive position against tremendous odds. His extraordinary heroism throughout was in keeping with the highest traditions of the United States Naval Service

/S/ HARRY S. TRUMAN— 